# Вешенбойрен
Вешенбойрен (нім. Wäschenbeuren) — громада в Німеччині, знаходиться в землі Баден-Вюртемберг. Підпорядковується адміністративному округу Штутгарт. Входить до складу району Геппінген.
Площа — 12,95 км2. Населення становить 3971 ос. (станом на 31 грудня 2020).